# Congrés Nacional de Ruanda
El Congrés Nacional de Ruanda (CNR) és un grup de l'oposició de Ruanda a l'exili, establert als Estats Units és del 12 de desembre de 2010. Entre els principals fundadors hi ha el dr. Theogene Rudasingwa, el general Faustin Kayumba Nyamwasa, Gerald Gahima, i Patrick Karegeya. Karegeya fou assassinat el 31 de desembre de 2013. Rudasingwa i Gahima han deixat l'organització posteriorment.

## Trencament Rudasingwa-Nyamwasa
En juliol de 2016, Rudasingwa va formar una fracció dissident anomenada "Nou CNR". Rudasingwa va lamentar "les influències pertorbadores del tinent general Kayumba Nyamwasa" i la decisió de "seguir endavant amb les eleccions d'agost de 2016, […] sense abans discutir i resoldre els problemes personals que enfronten l'organització". Al setembre, Nou CNR va declarar que havia decidit "assumir la responsabilitat històrica de nomenar els crims comesos contra els hutu de Ruanda, a Ruanda i la República Democràtica del Congo pel seu nom legítim, genocidi". Es va donar a conèixer una llista del que va qualificar com a "autors intel·lectuals del genocidi dels hutus de Ruanda" que inclou Nyamwasa. L'"antic" CNR va anunciar els noms dels seus "executius novament elegits" el mateix mes, que no incloïa ni Rudasingwa ni Gahima.